# سیلویا مونت
سیلویا مونت (کاتالونیایی: Silvia Munt؛ زادهٔ ۲۴ مارس ۱۹۵۷) بازیگر و کارگردان فیلم اهل اسپانیا است.
از فیلم‌ها یا برنامه‌های تلویزیونی که وی در آن نقش داشته است، می‌توان به بزم جادوان و بال‌های پروانه اشاره کرد.